# Геро і Леандр
Геро і Леандр — два персонажа з грецької міфології. Леандр та його кохана Геро — одна з найвідоміших закоханих пар у європейській літературі.

## Історія
За легендою, Геро була жрицею Афродіти в Сестосі на західному березі протоки Геллеспонт. Її коханий Леандр жив в Абідосі на протилежному березі в Малій Азії. Оскільки він міг відвідувати Геро лише таємно, то щоночі перепливав Геллеспонт. Дорогу йому вказував маяк, який Геро запалювала на вежі, або олійна лампа чи смолоскип, який вона використовувала там само. Одного разу, однак, він заблукав під час шторму, що загасив вогонь, і потонув. Наступного ранку Геро знайшла його тіло, прибите до берега, і кинулася з вежі, щоб покінчити життя самогубством.
Вперше цей сюжет з'явився в І ст. століття до нашої ери, його походження невідоме. Першу детальну адаптацію зробив поет Овідій, який написав вигаданий лист Леандра до Геро та її відповідь і включив це до збірки своїх Героїчних листів. Приблизно в середині або в другій половині V століття поет Мусій Граматик виклав історію в грецькому епіліоні (короткому епосі). Згадки в імперській літературі та зображення в образотворчому мистецтві демонструють незмінну популярність легенди.
У Новий час легенда набула значного поширення. З численних літературних адаптацій найвідомішими є епічна поема Крістофера Марло, балада Фрідріха Шиллера та трагедія Франца Ґрільпарцера «Хвилі моря і кохання». Окрім поетів і письменників, мотив трагічної історії кохання підхопили також художники та композитори. Багато картин і скульптур, а також ряд опер, кантат, пісень та інструментальних композицій свідчать про незмінне захоплення легендою. З різних приводів матеріал перетворювався на травестії та пародії.

## Середньовіччя і Раннє Відродження
У середньовіччі сюжет легенди був відомий лише в Західній і Центральній Європі з творів Овідія. Втрачений Епіліон Мусія був виявлений лише за часів Відродження.
Обробки або згадки:
- Бальдеріх Бургейський: Адаптація матеріалу у фрагменті міфологічної поеми у двовіршах (1099/1102)[1]
- Данте, Божественна комедія : згадка Леандра в Чистилищі 27,2 і 28,73–75
- Ovide moralisé 4,3150–3731 (алегорична адаптація творів Овідія, близько 1316/1328)
- Франческо Петрарка: Il trionfo dell'amore, частина 3 (поема, 1340/1344)
- Крістін де Пізан: L'epistre d'Othéa à Hector 42 (дидактичний прозовий роман, близько 1400 р.) і Книга про град жіночій, частина 2 № 58 (компендіум дидактичної прози, обробка De mulieribus claris Боккаччо, 1405 р.)
- Анонім: Геро і Леандр Ймовірно, на початку XIV ст. Казка, яка виникла в Алеманській області у XVIII столітті. Автор звернувся безпосередньо до Овідія.

## Ранньомодерний період

### Поезія, епос, роман
- Гарсіласо де ла Вега : Pasando el mar Leandro el animoso (Відважний Леандр перетинає море) (поема)
- Бернардо Тассо : Favola di Leandro e d'Hero (поема, опублікована в 1534/1537)
- Клеман Маро : Histoire de Léandre et Héro (поема, опублікована в 1541 р.)
- Ганс Сакс : Історія. Нещасне кохання Леандрі з місіс Ерон (Пісня, 1541)
- Хуан Боскан Альмогавар : Геро і Леандро (поема)
- Крістофер Марло : Геро і Леандр (епічна поема, незакінчена)
- Томас Неш : Prayse of the Red Herring or Lent stuffe (прозовий бурлеск, використовує матеріал; опубліковано 1599 р.)[2]
- Луїс де Гонгора : La fábula de Leandro y Hero (поема, близько 1600 р.)
- Джордж Чепмен : Божественна поема Мусія (поема, завершення незакінченої епічної поеми Крістофера Марлоу; надрукована в 1616 р.)[3]
- Габріель Боканхель-і-Унсуета: La fabula de Leandro y Hero (поема, опублікована в 1627 р.)
- Франческо Браччоліні: Ero e Leandro (байка, опублікована в 1630)
- Франциско де Кеведо : Еро і Леандро (роман)
- Роберт Геррік : Поминки Леандра (поема, опублікована в 1648 р.)
- Франсіско де Трільйо-і-Фігероа: Fábula de Leandro (поема, опублікована в 1652 р.)
- Поль Скаррон: Léandre et Héro (бурлескна ода, опублікована в 1656 р.)[4]
- Людвіг Крістоф Генріх Гельті : Леандр і Геро (поема, 1769/70)
- Даніель Шибелер : Леандр і Геро (Балада як травестація стародавнього матеріалу, опублікована 1770 р.)
- Жан-Франсуа де Ла Арп : Геро (поема)
- Фрідріх Гельдерлін : Геро (поема, 1788)
- Фрідріх Шиллер : Геро і Леандр (Балада, 1801)

### Драма
- Йоган Батіста Гуверт: Leander ende Hero (частина The Trade of Amoreusheyt, 1583)
- Вільям Шекспір : Як вам це сподобається 4,1,100-108 (комедія; у ній згадується міф; перша засвідчена вистава 1603)
- Бен Джонсон : Bartholomew Fair 5,4 (комедія; Геро і Леандр пародіюються в ляльковому спектаклі. Вперше поставлено в Лондоні в 1614 році)
- Антоніо Міра де Амескуа: Геро і Леандро (драма, втрачено)
- Габріель Гілберт : Леандр і Геро (трагедія, надрукована в 1667 р.)
- Вільям Вічерлі (?) : Геро і Леандр (бурлескна травестія, надрукована 1669 р.)[5]
- Йоганн Баптист фон Альксінгер: Геро (трагедія, 1785)
- Жан-П'єр Кловіс де Флоріан: Геро і Леандр (драматичний монолог, опублікований у 1786 р.)

### Образотворче мистецтво

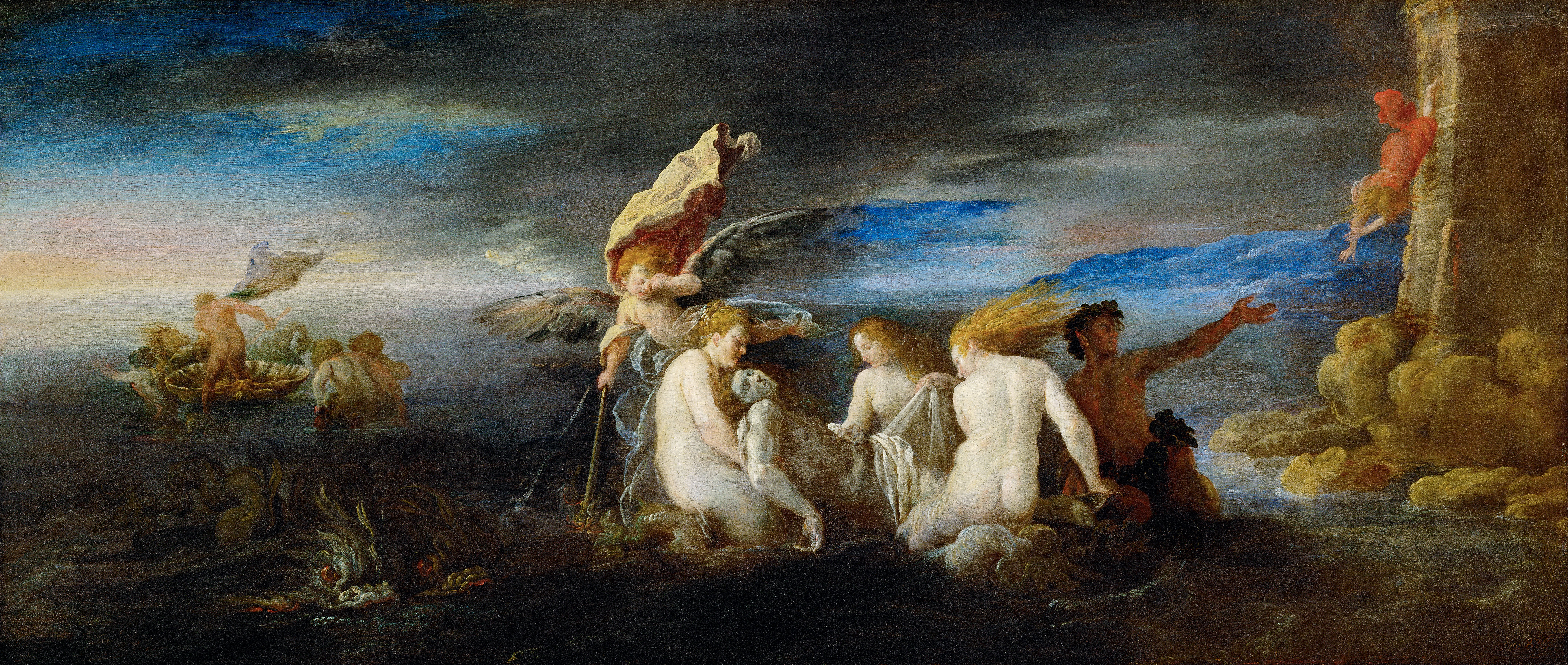
Доменіко Фетті, Геро і Леандр

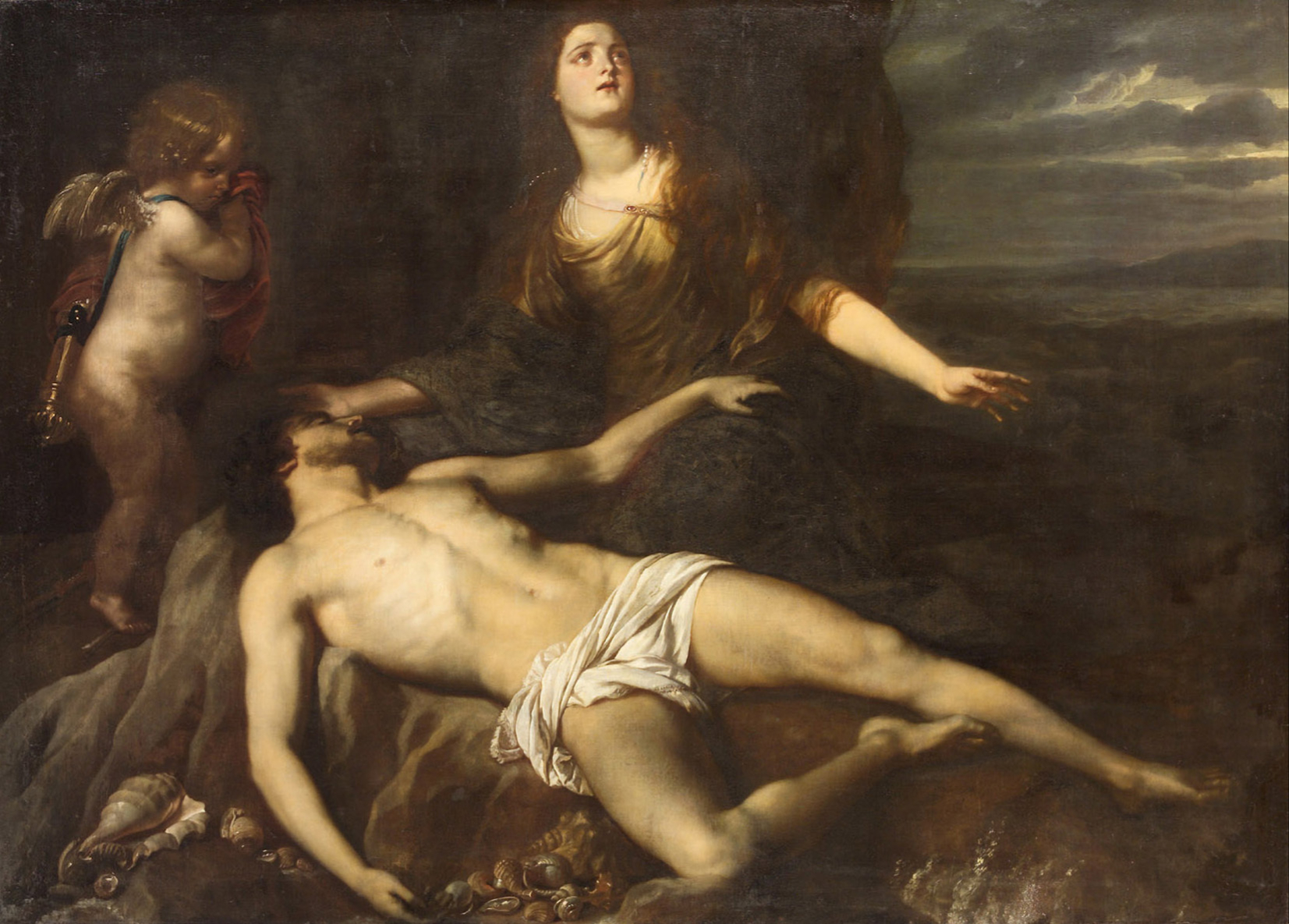
Ян ван ден Геке, Геро оплакує загиблого Леандра бл. 1636

- Тіціано Мініо: «Фетіда допомагає Леандру» (мармуровий рельєф, 1537/1539; Логетта, площа Сан-Марко, Венеція)
- Гендрік Гольціус: «Леандр» (гравюра, близько 1580 р.)
- Аннібале Карраччі: «Геро і Леандр» (фреска, 1597/1600; Галерея, Палаццо Фарнезе, Рим)
- Пітер Пауль Рубенс: «Геро і Леандр» (картина, близько 1605 р.; Художня галерея Єльського університету, Нью-Гейвен)
- Доменіко Фетті: «Геро і Леандр» (картина, близько 1610/1612; Художньо-історичний музей, Відень)
- Антоніс ван Дейк (?): «Геро і Леандр» (картина, близько 1618/1620; продана в Нью-Йорку в 1978)
- Ян ван ден Геке: «Геро оплакує мертвого Леандра» (картина, близько 1635/1637; Музей історії мистецтв, Відень)
- Джачінто Джіміньяні: «Геро і Леандр» (картина, 1637 (?) ; Уффіці, Флоренція)
- Гілліс Бекеріл: «Геро оплакує мертвого Леандра» (картина 1640-х років; Художньо-історичний музей, Відень)
- Ніколо Реньєрі: «Геро і Леандр» (картина, близько 1650 р.; Національна галерея Вікторії, Мельбурн)
- Джуліо Карпіоні: «Тіло Леандра витягують із моря» (картина; Музей образотворчих мистецтв, Будапешт)
- Анжеліка Кауфман: «Геро і Леандр» (картина, 1791)

### Музика
- Томас Кемпіон : Мені прийти, якщо я попливу? (Пісня, 1601)
- Джон Вілбай : Плачте, плачте, очі мої (Мадригал, 1609)
- Ніколас Ланьє : Геро і Леандр (музичний речитатив, близько 1625/1628?)
- Франческо Антоніо Пістоккі: Il Leandro (опера як «лірична драма», прем'єра 1679 року у Венеції; інша версія: Gli amori fatali, прем'єра 1682 року у Венеції)
- Георг Фрідріх Гендель : Ero e Leandro (Італійська сольна кантата [HWV 150]; 1707)
- Вінченцо II Де Грандіс: Le lagrime d'Ero (Кантата)
- Луї-Нікола Клерамбо : Léandre et Héro (Кантата, 1713)
- Алессандро Скарлатті : Ero e Leandro (Кантата)
- П'єр де Ла Гард: «Леандр і Геро» (третя дія опери-балету «Счастливий день», прем'єра 1750 року у Версалі)
- Рене Беарнський, маркіз Брассак : Léandre et Héro (опера як «лірична трагедія», прем'єра в Парижі в 1750 році)
- Нікола Рако де Гранваль: Léandre et Héro (Кантата)
- Нікколо Дзінгареллі: Еро (ораторія, прем'єра в Мілані 1786 р.)
- Вільям Рів: Геро і Леандр (Бурлетта, музична комедія, прем'єра в Лондоні в 1787 році)
- Йоганн Симон Майр : Еро (кантата для голосу з оркестром) і La priventura di Leandro (кантата)
- Віктор Герберт: Геро і Леандр ор. 33 (симфонічна поема, 1901)
- Дімітрі Терзакіс : Геро і Леандр (рапсодія для оратора, альта, фортепіано та касети, 2002/03)

## Модерна доба
Той факт, що вочевидь з'явилася нова версія, яка перенесла дію з Геллеспонту на Босфор, свідчить про те, що легенда продовжувала існувати поза художньою літературою, мистецтвом і наукою. Побудований у XVIII столітті маяк на невеликому босфорському острові в Стамбулі, який по-турецьки називають «Дівочою вежею», в Європі отримав назву Леандрова вежа.

### Поезія, епіка, роман
- Джордж Гордон Байрон : Написано після плавання з Сестоса в Абідос (поема, 1810) і Абідоська наречена: Турецька казка 2,1 (вірш, у якому згадується міф; опубліковано 1813)
- Джон Кітс : Про Леандра, який подарувала мені міс Рейнольдс, мій добрий друг (Сонет, 1816/1817)
- Leigh Hunt: Hero and Leander (поема, опублікована в 1819 р.)[6]
- Томас Гуд: Геро і Леандр (поема, опублікована 1827 р.)[7]
- Томас Мур: Геро і Леандр (поема, опублікована 1828 р.)
- Альфред Лорд Теннісон : Геро до Леандра (драматичний монолог, опублікований у 1830 р.)
- Френсіс Реджинальд Стейтем: Геро (поема, опублікована 1870 р.)[8]
- Данте Габріель Россетті: Лампа Геро (Сонет, № 88 у розширеній версії циклу «Дім життя», опублікований у 1881 р.)
- Медісон Кавейн: Від Леандра до Геро (вірш, опублікований у 1889 р.)
- Отто Зоммершторфф : Геро і Леандр (поема, 1900)[9]
- Джон Дрінквотер: Смерть Леандра (поема, опублікована в 1906 р.)
- El Hor : Hero and Leander (коротка проза, опублікована 1914 р.)
- Brookes More: Hero and Leander (поема, опублікована в 1926)[10]
- Френк Морган: Геро і Леандр (поема, опублікована в 1926 р.)
- Джеймс Уркгарт: Геро і Леандр (поема, опублікована в 1928 р.)[11]
- Малкольм Коулі: Леандр (вірш, опублікований у 1929 р.)
- Альфред Едвард Гаусман: Террі радість, так рідко зустрічається (вірш, опублікований у 1936 р.)
- Еріх Марія Ремарк : Лісабонська ніч (роман, 1963; легенда є важливим елементом)
- Гайнц Ергардт : Геро і Леандр (гумористична поема)
- Стейн Мерен : Hero og Leander (поема, опублікована в 1973 році)
- Грем Свіфт: Waterland (роман, 1983; легенда цитується в аналогічному місці, де річка розлучає молодого чоловіка та дівчину)[12]
- Милорад Павич : Внутрішня сторона вітру, або Роман про Геро і Леандра (роман, 1995)

### Драма
- Франц Ґрільпарцер : Хвилі моря та кохання (трагедія у віршах, прем'єра 1831 року в Бургтеатрі, Відень)
- Луї Гюстав Ратісбонн: Геро і Леандр (віршована трагедія, опублікована в 1859 р.)
- Гарольд Кірл Белью: Геро і Леандр (поетична драма, прем'єра в Манчестері в 1892 році)
- Едмон Гарокур: Геро і Леандр (драматична поема з музикою Поля та Люсьєна Гіллемахерів, прем'єра в Парижі в 1893 році)

### Образотворче мистецтво

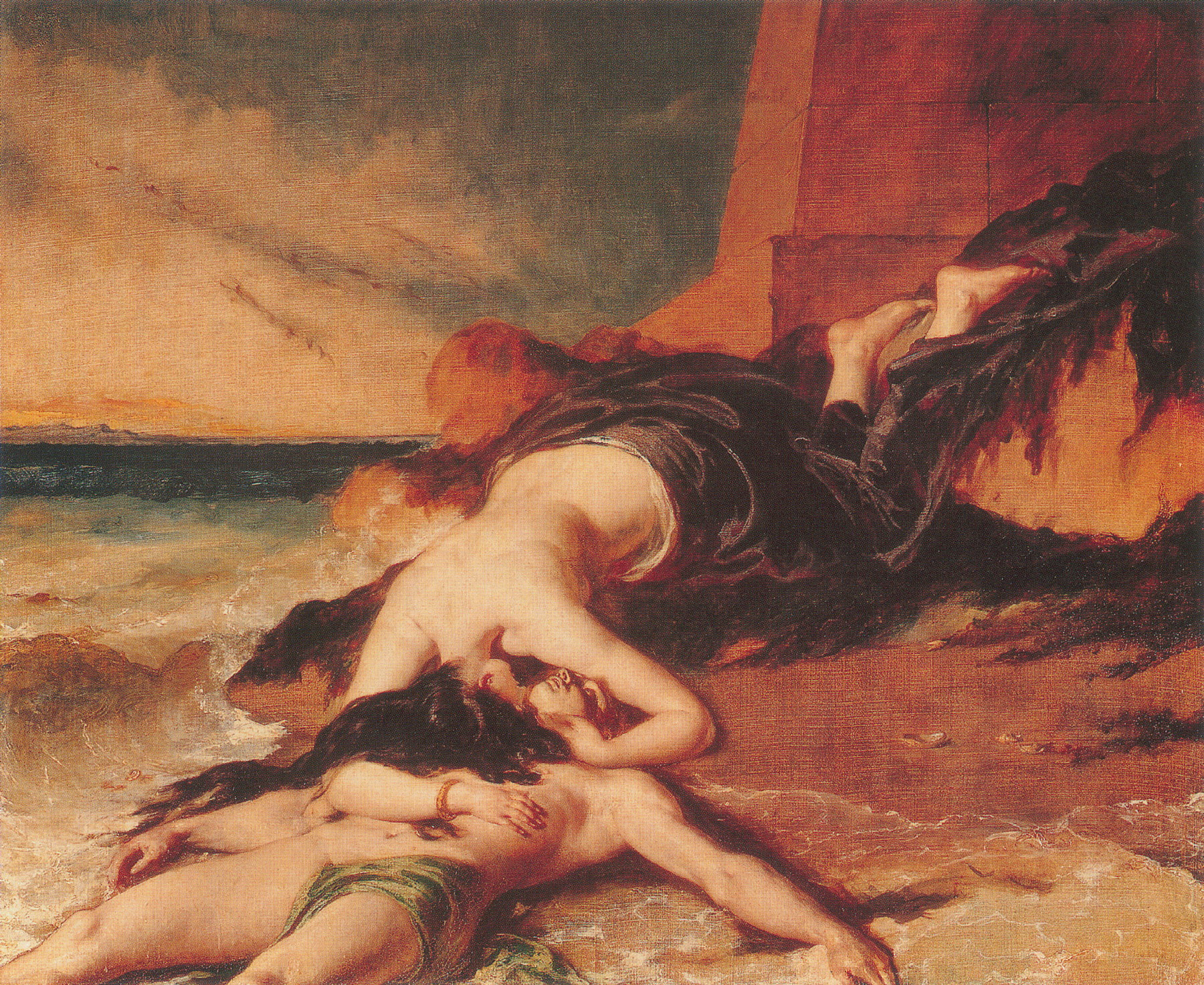
Геро і Леандр на картині Вільяма Етті

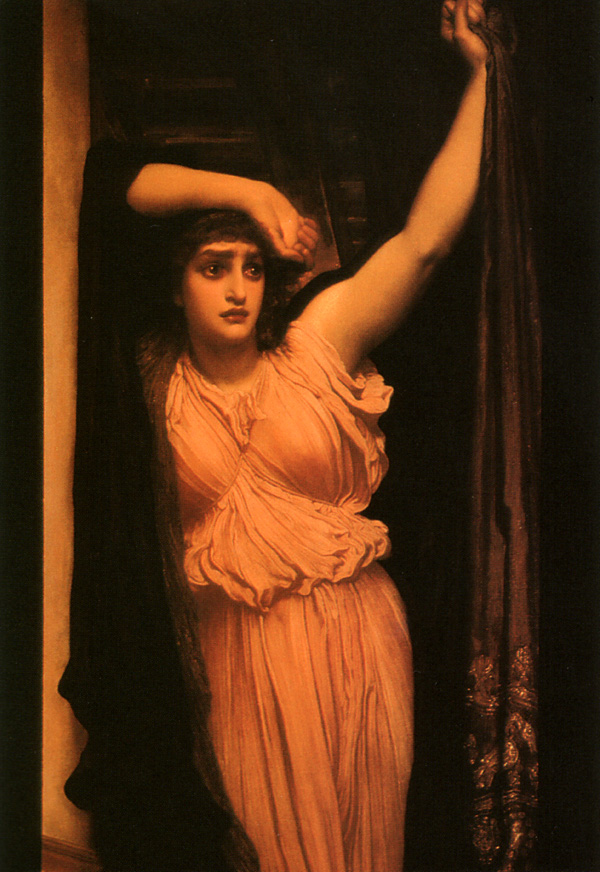
Фредеріка Лейтона, «Останнє очікування Геро».

- Джон Флаксман: Малюнки до Епіліона Мусайоса (1805)
- Джон Гібсон : Зустріч Геро з Леандром (мармуровий рельєф, близько 1822 р.; колекція герцога Девонширського, Чатсворт)
- Вільям Етті : Прощання Геро та Леандра (картина, 1827; Галерея Тейт, Лондон)
- Вільям Тернер : Прощання Геро та Леандра (картина, 1837; Національна галерея, Лондон)
- Оноре Дом'є : Леандр (літографія, 1842)
- Теодор Шассеріо : Остання зустріч Геро та Леандра (Грізайль)
- Вільям Генрі Райнгарт : Леандр (мармурова статуетка, завершена в 1865; оригінал втрачений, копія в колекції Беєра, Балтимор) і Геро (мармурова статуетка, 1866/1867; Інститут Пібоді, Балтимор)
- Джон Ла Фарж: Плавець — Леандр, Етюд плавця, Сутінки (акварель, 1866; Художня галерея Єльського університету, Нью-Гейвен)
- Едвард Армітаж: Геро запалює свічку (картина, 1869)
- Генрі Г'ю Армстед: Геро і Леандр (кам'яний рельєф, близько 1875 р.; Галерея Тейт, Лондон)
- Евелін Пікерінг де Морган: Геро чекає на Леандра (картина, 1885)
- Фредерік Лейтон : «Останнє очікування Геро» та «Леандр, що втопився» (дві картини, приблизно 1887; Міська художня галерея, Манчестер)
- Ежен-Антуан Ейзелін : Леандр (мармурова статуя, 1890)
- Генрі Скотт Тьюк: Леандр (картина, 1890)
- Гастон-Віктор-Едуард Гастон-Гіттон: Леандр (мармурова статуя)
- Арістід Майоль: Геро і Леандр (ксилография, 1893)
- Чарльз Едвард Перуджині: Геро (картина, 1914)
- Поль Гаск: Геро і Леандр (мармуровий горельєф)
- Поль Маншіп: Леандр (бронзова статуетка, 1955; Музей мистецтв Міннесоти, Сент-Пол)
- Фердинанд Келлер: Геро і Леандр (картина, 1880)

### Музика

#### Опера, балет, сучасний танець
- Луї Мілон (хореограф): «Геро і Леандр» (балет, прем'єра 1799 р. у Парижі)
- Вільям Леман Реде: Геро і Леандр (Бурлетта, прем'єра в Лондоні в 1838 році)
- Джованні Боттесіні : Ero e Leandro (опера, лібрето Арріго Бойто, прем'єра 1879 року в Мілані)
- Артур Горінг Томас: Геро і Леандр (музична сцена, прем'єра в Лондоні в 1880 р.)
- Артур Кокард: Геро і Леандр (ліричні сцени, 1881)
- Ернст Франк : Геро (опера, лібрето Фердинанда Феттера, прем'єра 1884 року в Берліні)
- Луїджі Манчінеллі : Ero e Leandro (опера як лірична трагедія, лібрето Арріго Боїто, прем'єра 1897 року в Мадриді)
- Людвіг Шітте : Геро (опера, лібрето Поуля Левіна, прем'єра 1898 року в Копенгагені)
- Герман Шредер : Геро і Леандр (опера, 1950)
- Герхард Вімбергер : Геро і Леандр (танцювальна драма, 1963)
- Гюнтер Біалас : Геро і Леандр (опера, прем'єра 1966 року в Мангеймі)

#### Інші музичні твори
- Дезіре Больє : Геро (Кантата, 1810)
- Фанні Хенсел : Геро і Леандр (пісня, 1832)
- Роберт Шуман : In der Nacht (Композиція для фортепіано, Фантастичні п'єси опус 12; згадується бурхлива ніч смерті Леандра, 1837)
- Ödön Péter József de Mihalovich: Hero and Leander (Orchestro Ballad, 1875)
- Волтер Сесіл Макфаррен: Геро і Леандр (увертюра, прем'єра в Брістолі 1878)
- Чарльз Гарфорд Ллойд: Геро і Леандр (Кантата)
- Альфредо Каталані: Ero e Leandro (симфонічна поема, прем'єра в Мілані в 1885 році)
- Віктор Герберт : Геро і Леандр (симфонічна поема, прем'єра в Пітсбурзі в 1901 році)
- Вольфганг фон Вальтерсгаузен: Геро і Леандр (Симфонічна поема, опус 22, прем'єра в 1925 році в Мюнхені)
- Берта ді Віто-Дельво: Геро і Леандр (кантата, опус 11, текст Фелікса Бодсона, 1940)
- Роберт Хегер : Геро і Леандр (Симфонічна поема)
- Карл Фрідеман : Симфонічний пролог до Геро і Леандра (Симфонічна поема)
- Вернер Шарфенбергер і Курт Фельц : Геро і Леандер (хіт-сингл Пітера Крауса, 1968)

## В українській культурі
Український переклад поеми Мусія Граматика «Геро й Леандр» виконанав Іван Франко. Франковий переклад поеми Мусія Граматика був опублікований у виданні «Літературна спадщина. Т. 2. Іван Франко», с. 430—437.

## Видання текстів і переклади
- Karlheinz Kost (Hrsg.): Musaios: Hero und Leander. Einleitung, Text, Übersetzung und Kommentar. Bouvier, Bonn 1971, ISBN 3-416-00655-0
- Hans Färber (Hrsg.): Hero und Leander. Musaios und die weiteren antiken Zeugnisse. Heimeran, München 1961 (Zusammenstellung der antiken und mittelalterlichen Quellen mit deutscher Übersetzung)
- Horst Sitta (Übers./Hrsg.): Musaios, Hero und Leander, in: Griechische Kleinepik, Hrsg. Manuel Baumbach, Horst Sitta, Fabian Zogg, Sammlung Tusculum, 2019 (Griechisch-Deutsch)